# مادام ماسک
مادام ماسک (به انگلیسی: Madame Masque) با نام اصلی جولیتا نفاریا و نام قانونی تغییر یافته ویتنی فراست، یک شخصیت خیالی ابرشرور در کتاب‌های کامیک آمریکایی منتشر شده توسط مارول کامیکس است. شخصیت ویتنی فراست توسط نویسنده استن لی و طراح جین کولان خلق شده‌است که برای اولین بار در شمارهٔ ۹۸ از مجموعه کمیک تیلز آو ساسپنس (فوریه ۱۹۶۸) معرفی شد. او گاهی به عنوان معشوقه و دشمن شخصیت ابرقهرمان مرد آهنی و دختر کنت نفاریا به‌شمار می‌رود. او در ابتدا از ماسکی طلایی برای پوشاندن چهره زشتش استفاده می‌کرد و تا زمان بهبودی صورتش این کار را ادامه داد.